# Grateloup-Saint-Gayrand
Grateloup-Saint-Gayrand é uma comuna francesa na região administrativa da Nova Aquitânia, no departamento Lot-et-Garonne. Estende-se por uma área de 20,55 km². Em 2010 a comuna tinha 435 habitantes (densidade: 21,2 hab./km²).